# Johan Neeskens
Johannes "Johan" Jacobus Neeskens (Amsterdão, 15 de setembro de 1951 – Argel, 6 de outubro de 2024) foi um futebolista neerlandês, considerado um dos maiores futebolistas da história de seu país.
Embora pouco lembrado por grande parte dos fãs de futebol, Neeskens possuía grande reconhecimento entre especialistas, jogadores de sua época e torcedores do Ajax e Barcelona, dois dos clubes em que jogou.

## Carreira em clubes

### Ajax
Jogador de grande capacidade física, tanto para o desarme quanto para o passe, começou no pequeno RCH como lateral-direito. Em 1970, chegou ao Ajax, uma equipe em forte ascensão sob Rinus Michels, que passaria a escalá-lo como meia, e Johan Cruijff. Veio no melhor momento: em sua primeira temporada, ganharia a Copa dos Países Baixos e, mais importante a primeira Copa dos Campeões da UEFA do clube. O mais importante torneio europeu de clubes seria conquistado seguidamente mais duas vezes. Outro título na Copa nacional viria em 1973, ano em que também conquistou seu segundo Campeonato Neerlandês (o outro fora no ano anterior).
Melhor clube da Europa, o Ajax jogava o que seria chamado de "futebol total", em que os jogadores promoviam um verdadeiro rodízio em campo, não possuindo posições fixas. Neeskens, homem de grande dedicação ao time, era a peça-chave do sistema, com todas as jogadas ofensivas saindo de seus pés. Justamente por isso era ele, e não seu colega Cruijff - sobre quem o estilo foi desenvolvido -, que era considerado pelo introdutor do sistema o técnico Rinus Michels, como "o pilar que sustentava o prédio". Com Cruijff, por sinal, desenvolveria grande parceria. No Ajax, na Seleção e no Barcelona, foi comparado a Cruijff, sendo apelidado de "Johan II".

### Barcelona
O sucesso do totalvoetbal levou Michels ao Barcelona após a conquista europeia de 1971. Após uma esplêndida Copa do Mundo de 1974 sob o comando do mesmo treinador, Neeskens juntou-se no Barça a ele e a Cruijff (que pediram que a segunda vaga de estrangeiro fosse preenchida por ele), que já estava no clube desde a temporada anterior.
Considerado um jogador carismático, Neeskens popularizou entre os espanhóis as meias brancas acima das meias blaugranas, um estilo peculiar de cobrar pênaltis, forte, no meio do gol; e os tackles limpos. 
Neeskens demoraria a conquistar um título ali: o primeiro viria apenas em 1978, uma Copa do Rei. Com este troféu, os blaugranas credenciaram-se para disputar a Recopa Europeia seguinte, segundo torneio interclubes europeu em prestígio. A equipe catalã conquistou o torneio, em vitória de 4 x 3 sobre o Fortuna Düsseldorf em que Neeskens, embora não tenha marcado, saiu como um dos heróis.

### Aposentadoria
Após a conquista, desentendimentos com a direção encerraram seu contrato, revoltando a torcida. Neeskens foi jogar no Cosmos, clube já mundialmente famoso desde que contratara Pelé em 1975, seguindo o caminho de Cruijff, que desde o ano anterior já estava nos Estados Unidos. Neeskens chegou à equipe de Nova York depois do Rei já ter se aposentado; ainda assim, jogou ao lado de Franz Beckenbauer, Giorgio Chinaglia, Romerito e Carlos Alberto Torres, ganhando os Soccer Bowls de 1979 e 1980. Ficaria no Cosmos até 1984, quando o clube faliu, chegando a ser sondado nesse tempo pelo Botafogo, talvez por sugestão de Carlos Alberto, que já havia indicado Romerito ao Fluminense.
Jogou ainda em outros clubes dos EUA e em equipes pequenas da Suíça, onde também começaria pequena carreira de técnico, na mesma época em que resolveu parar de jogar. O maior clube que treinou foi o Groningen, entre 2000 e 2004. Também era frequentemente chamado para ser assistente de comissões técnicas de outros técnicos neerlandeses, notadamente Guus Hiddink (nas Seleções Neerlandesa e Australiana) e Frank Rijkaard (também na Seleção Neerlandesa, no Barcelona e no Galatasaray).

## Seleção Neerlandesa
Estreou pela Oranje em 1970, já após o país não ter se classificado para a Copa do Mundo daquele ano. Tudo seria diferente quatro anos depois: classificados para o torneio pela primeira vez desde 1938, os neerlandeses seriam comandados no mundial pelo mesmo Rinus Michels que revolucionara o Ajax. No mundial de 1974, o "Futebol Total" virou o "Carrossel Holandês".

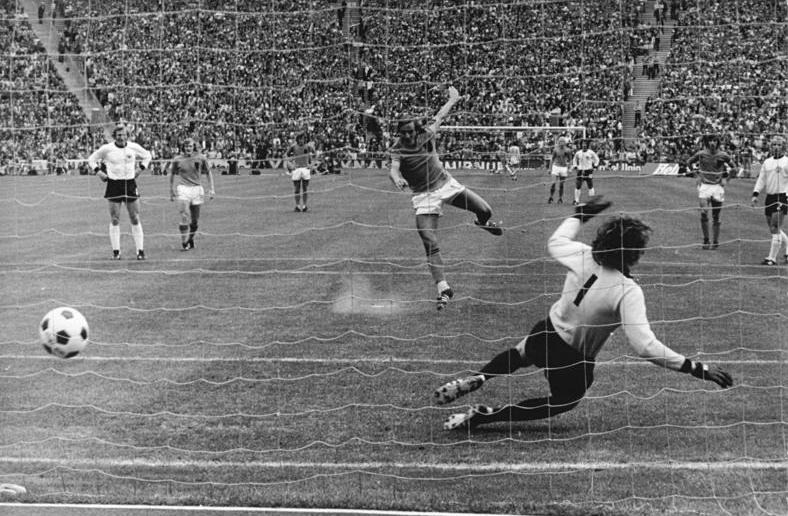
Abrindo o placar para os Países Baixos na final da Copa do Mundo de 1974.

Os Países Baixos eram um time de rivalides internas (os jogadores do Ajax não costumavam falar com os do Feyenoord) e um tanto mercenário, concentrando-se durante a Copa mais na questão financeira do que na tática; ele foi um dos poucos a não reclamar do prêmio já alto de 25 mil florins pela classificação à final, mas declarou que seu objetivo no torneio era, em suas palavras, "valorizar minha cotação no mercado futebolístico internacional".
Ainda assim, a campanha até a final fora irrepreensível, com ele marcando quatro vezes até a decisão: duas contra a Bulgária, na primeira fase; uma contra a Alemanha Oriental e outro na vitória sobre o Brasil, em que foi caçado em campo, levando pontapés de Marinho Chagas e Luís Pereira(que terminou expulso). Finalmente, na decisão, tudo parecia caminhar bem: marcou seu quinto gol, de pênalti, aos dois minutos da partida, que era contra a anfitriã Alemanha Ocidental. Entretanto, a Oranje não teve o mesmo futebol avassalador e os adversários acabariam ganhando de virada.
Após um terceiro lugar na Eurocopa 1976, os neerlandeses chegaram com boas credenciais para a Copa do Mundo de 1978. Sem Cruijff, Neeskens dessa vez dividiu a liderança do grupo com Rob Rensenbrink. Continuou como uma das peças-chave do elenco, mas dessa vez não marcou no torneio. Novo vice-campeonato perante os anfitriões, agora a Argentina, viria. Foi o último torneio de Neeskens - ausente da Eurocopa 1980, fez seu último jogo pela Laranja em 1981, nas Eliminatórias para a Copa do Mundo de 1982, para a qual o país não se classificou.

## Morte
Morreu em 6 outubro de 2024, após sofrer um ataque cardíaco, durante um projeto social em que participava na Argélia.

## Títulos
Ajax
- Copa Intercontinental: 1972
- Liga dos Campeões da UEFA: 1970-71, 1971-72, 1972-73
- Supercopa da UEFA: 1972, 1973
- Campeonato Neerlandês: 1971-72, 1972-73
- Copa dos Países Baixos: 1970-71, 1971-72

Barcelona
- Recopa Europeia da UEFA: 1978-79
- Copa do Rei: 1977-78
- Troféu Cidade de Palma de Mallorca: 1974
- Troféu Costa Brava: 1978
- Troféu Joan Gamper: 1974, 1975, 1976, 1977, 1979

New York Cosmos
- North American Soccer League: 1980, 1982
- North American Soccer League (Temporada Regular): 1979, 1980, 1981, 1982, 1983
- North American Soccer League (Conferência): 1980, 1981, 1982
- North American Soccer League (Divisão): 1979, 1980, 1981, 1982, 1983
- Trans-Atlantic Challenge Cup: 1980, 1983, 1984

Seleção Neerlandesa
- Torneio de Paris: 1978

### Prêmios Individuais
- IOC JOgador Europeu da Temporada: 1971-72
- Chuteira da Prata da Copa do Mundo: 1974
- Equipe das Estrelas da Copa do Mundo: 1974
- Don Balón de melhor jogador estrangeiro da La Liga: 1975-76
- FIFA 100: 2004
- Bola de Ouro Dream Team: Melhor Meio-campistas defensivo da História - terceiro esquadrão